# Glasgow Royal Concert Hall
Le Glasgow Royal Concert Hall est une salle de concert située à Glasgow, au Royaume-Uni.